# Sitka, een wereld vol muziek
Sitka, een wereld vol muziek is een Nederlandse documentaire uit 2012 over muziek, vriendschap en vergankelijkheid.

## Verhaallijn
De film vertelt het verhaal over oud-leerlingen van Jascha Heifetz en Gregor Piatigorsky die al veertig jaar lang ieder jaar afreizen naar het vissersplaatsje Sitka (Alaska) om daar op het Sitka Summer Music Festival kamermuziek te spelen.
Na een veertig jaar lange traditie spelen de bevriende musici Christiaan Bor en Godfried Hoogeveen dit jaar echter voor de laatste keer samen, het festival wordt overgedragen aan een jonge generatie musici. Christiaan Bor en Godfried Hoogeveen ontmoeten hier voor de laatste keer hun oude studievrienden waaronder oprichter Paul Rosenthal. 
Samen spelen ze voor de plaatselijke bevolking, bestaande uit voornamelijk vissers, die tijdens de concerten steeds weer in het hart geraakt wordt. 
Aan de hand van herinneringen van de musici ontstaat het verhaal over kamermuziek, hechte vriendschap en vergankelijkheid.
De film Sitka, een wereld vol muziek is volledig tot stand gekomen door toedoen van particuliere sponsoring en benefietactiviteiten.

## Première en televisie-uitzending
Op 4 februari 2012 vond de première plaats in filmtheater Kriterion in Amsterdam.
Sitka, een wereld vol muziek werd in juni tweemaal uitgezonden in het programma NTR Podium op Nederland 2. De film behaalde in totaal 138.000 kijkcijfers. Tevens verschenen er artikels over de film in het NRC Handelsblad en de VPRO Gids.

## Hoofdrollen
De Nederlandse violist Christiaan Bor en cellist Godfried Hoogeveen hebben de hoofdrol in deze documentaire. Tevens spelen oprichter Paul Rosenthal en de cellisten Nathaniel Rosen en Jeffrey Solow een belangrijke rol in de film. 
Door middel van archiefmateriaal en de verhalen van Christiaan Bor en Godfried Hoogeveen diept de film terug in het verleden van violist Jascha Heifetz en cellist Gregor Piatigorsky.

## Crew
- Productie: Tobias Wilbrink,
- Regie: Gijs Besseling
- Interview: Leonard Besseling
- Geluid: Kasper Koudenburg
- Montage: Annelotte Medema